# Аверин, Михаил Михайлович (писатель)
Михаи́́л Михайлович Аве́рин (21 ноября 1911 — 7 марта 2002) — русский советский писатель, драматург. Активный деятель кинофикации Казахской ССР.

## Биография
Родился в казачьей станице Новопавловке (недалеко от города Петропавловск, ныне входит в его состав) в семье крестьянина-казака. В 1923 году его отец — инициатор объединения десяти дворов станицы в Товарищество по совместной обработке земли, организовал их переезд к озеру Пеньково, тем самым основав село Пеньково где и прошли юные годы писателя.
Трудовую биографию начал хлеборобом, работал на мельнице. В 16 лет вступил в ряды ВЛКСМ.
В 1929 году, в 18 лет, поступил в Петропавловске на курсы жестянщиков. Работал учётчиком, счетоводом, одновременно учась в вечерней школе рабочей молодёжи, а затем на курсах бухгалтеров в областном счётно-экономическом комбинате, которые окончил в 1937 году.
С 1934 года начал писать заметки о лучших производственниках в областные газеты. В 1936 году были принят в члены ВКП(б) и в 1937 году приглашён на работу в Северо-Казахстанского обком комсомола, вначале инструктором, позже — заведующим особым сектором.

### В годы войны
С началом Великой Отечественной войны призван в ряды Красной Армии, с июля 1941 года в войсках. Служил на Дальневосточном фронте, старшина, командир отделения отдельного автомобильного батальона. В 1942 году был избран комсоргом батальона. В боях участия не принимал. Участвовал в Советско-японской войне.
Награждён медалями «За боевые заслуги» (14.9.1945) и «За победу над Германией», Орденом Отечественной войны II степени (1985).

### После войны
Демобилизован в 1946 году. Вернулся в Петропавловск, работал инструктором в аппаратах райкома и обкома партии.
С августа 1948 года — в областном управлении кинофикации. 25 лет посвятил кинофикации Северо-Казахстанской области многое сделав для оснащения киноустановками сельских районов области. Автор статей в журналах «Киномеханик», «Советские профсоюзы».
В 1972 году вышел не пенсию, работал внештатным корреспондентом сатирического журнала «Шмель».
Активно продолжал писать. Последняя книга писателя «Благодарение памяти» написана в 1999 году.
Умер в 2002 году.

## Творчество

### Проза
Работал в жанре документальной и художественной прозы, публицистики, как очеркист-эколог.
С 1934 года писал заметки о лучших производственниках на страницах областных и республиканских газет. Первые очерки были опубликованы в областных газетах «Ленинское знамя» и «Ленин туы».
Затем печатался в газете «Карагандинский комсомолец» и «Ленинское знамя», в региональном журнале «Нива», где были напечатаны повесть «Утерянный аул», рассказ-быль «Волчья месть», «Новопавловские были», коллективном сборнике литературных произведений местных авторов «Зори над степью» (1960) и «Эхо родного края» (1998), альманахе «Литературное Приишимье» (1996) в периодической печати.
Несколько рассказов переведены на казахский язык писателем Б. Мустафиным и опубликованы в областной газете «Солтүстік Қазақстан».
В 1991 году рассказ «О чём курлычат журавли» был включён во всесоюзный альманах «Лик земли».
В 1993 году вышел первый авторский сборник писателя «Пеньковские зори».
Экологии родного края посвящена книга «Простите нас, журавушки» (1998) — сборник публицистики и лирических новелл о природе Северного Приишимья.
в 1999 году вышла последняя книга писателя — «Благодарение памяти».

### Драматургия
Автор 18 пьес, в том числе «На берегах Ишима», «Памятники живущим», «Гость из Алжира», «У нас в Рябиновке», «Сенькины интермедии», «Солдат вернулся», «Мария», «Сенокосная пора», «Гроб Анакреона», «Мать родимая», «Мигранты» и др.
Ещё перед войной написал одноактную пьесу «Кум» о колхозной жизни, пьеса была принята и одобрена отделом искусств облисполкома для постановки в самодеятельных драмкружках, но война помешала и пьеса так и не была поставлена.
Наиболее значительная пьеса — «На берегах Ишима» (1959) о гражданской войне и становлении советской власти в Северном Казахстане, в 1959-60 годах успешно шла в Областном театре им. Н. Погодина, главную роль исполнял Народный артист Казахской ССР Павел Рогальский. В 1960 году постановка пьесы была отмечена среди постановок театров Казахской ССР в Ежегоднике Большой советской энциклопедии. Постановка пьесы Пресновским народным театром представленная в 1967 году на республиканском фестивале самодеятельного искусства в г. Алма-Ате заняла второе место, а Аверин получил диплом и медаль «Лауреат Всесоюзного фестиваля самодеятельного искусства».
Другая заметная пьеса — «Памятник живущим» — драма о судьбе военнопленных венгров-красноармейцев, погибших в дни белочешского мятежа. На премьерную постановку пьесы Пресновским народным театром в сентябре 1967 года приезжал прототип главного героя пьесы — Лайош Херник, специально прибывший из Венгрии.
В 1971 году после многих лет работы завершил пьесу «Настя Прокофичева» — о первой коммунистке города Петропавловска А. М. Прокопичевой.

## Награды и признание
За трудовые отличия награждён Орденом Трудового Красного Знамени, медалями «За освоение целинных земель» и «За доблестный труд».
Министерство культуры СССР отметило его нагрудными знаками «За отличную работу» и «Отличник кинематографии СССР».
Лауреат Всесоюзного фестиваля самодеятельного искусства (1967).

## Память
Имя М. М. Аверина носит литературное объединение при областном историко-краеведческом музее.
В 2011 году в музее прошла выставка, посвященная 100-летию со дня рождения писателя.